# Opetiophora straminea
Opetiophora straminea är en tvåvingeart som beskrevs av Friedrich Hermann Loew 1872. Opetiophora straminea ingår i släktet Opetiophora och familjen fritflugor. Inga underarter finns listade i Catalogue of Life.